# Kleszczewo (Poznań)
Pour les articles homonymes, voir Kleszczewo.
Kleszczewo (prononciation : [klɛʂˈt͡ʂɛvɔ], en allemand : Wilhelmshorst) est un village de Pologne, situé dans la voïvodie de Grande-Pologne. Elle est le chef-lieu de la gmina de Kleszczewo, dans le powiat de Poznań.
Il se situe à 20 kilomètres à l'est de Poznań (siège du powiat et capitale régionale).
Le village possède une population de 505 habitants en 2014.

## Histoire
De 1815 à 1919, Wilhelmshorst fait partie de l'arrondissement de Schroda (de) dans le district de Posen au sein de la province de Posnanie.
De 1975 à 1998, Kleszczewo faisait partie du territoire de la voïvodie de Poznań.

Depuis 1999, le village fait partie du territoire de la voïvodie de Grande-Pologne.

## Voies de communications
La route voïvodale 434 (qui relie Łubowo à Rawicz) passe par le village.
 Kleszczewo est également desservi par la sortie  35 Kleszczewo de la voie rapide S5 ; l'autoroute polonaise A2 passe également à proximité du village.